# Mukdahan (Provinz)
Mukdahan (Thai: มุกดาหาร) ist eine Provinz (Changwat) im Isan, der Nordost-Region von Thailand. Die Hauptstadt der Provinz Mukdahan heißt ebenfalls Mukdahan.

## Geographie
Die Provinz Mukdahan liegt etwa 700 Kilometer nordöstlich der Hauptstadt Bangkok an der Grenze zu Laos.
Die Provinz liegt am Mekong, der auch die Grenze zu Laos bildet. Im Westen der Provinz befinden sich die dichtbewaldeten Phu-Phan-Berge.
| Benachbarte Provinzen und Gebiete: | Benachbarte Provinzen und Gebiete:                 |
| ---------------------------------- | -------------------------------------------------- |
| Norden                             | Nakhon Phanom                                      |
| Osten                              | Maenam Mekong, gleichzeitig Landesgrenze nach Laos |
| Süden                              | Amnat Charoen, Yasothon und Roi Et                 |
| Westen                             | Kalasin, Sakon Nakhon                              |

## Klima
Die Höchsttemperatur im Jahr 2009 betrug 40,0 °C, die tiefste Temperatur wurde mit 11,2 °C gemessen. An 106 Regentagen fielen in demselben Jahr 1212,0 mm Niederschlag.

## Geschichte
Die Stadt Mukdahan wurde 1770 von Chan Kinnaree, dem Prinzen von Phonsim, gegründet, und das heutige Provinzgebiet war bis 1907 Teil der Provinz Udon Thani. Danach wurde es der Provinz Nakhon Phanom eingegliedert, bis 1982 Mukdahan eine eigenständige Provinz wurde.
Siehe auch: Geschichte Thailands

## Wirtschaft und Bedeutung
Im Jahr 2008 betrug das „Gross Provincial Product“ (Bruttoinlandsprodukt) der Provinz 13.875 Millionen Baht.

### Daten
Die unten stehende Tabelle zeigt den Anteil der Wirtschaftszweige am „Gross Provincial Product“ in Prozent:
| Wirtschaftszweig | 2006 | 2007 | 2008 |
| ---------------- | ---- | ---- | ---- |
| Landwirtschaft   | 20,7 | 22,2 | 22,0 |
| Industrie        | 9,9  | 10,2 | 10,7 |
| Andere           | 69,4 | 67,6 | 67,3 |

### Landnutzung
Für die Provinz ist die folgende Landnutzung dokumentiert:
- Waldfläche: 896.253 Rai (560 km²), 33,0 % der Gesamtfläche
- Landwirtschaftlich genutzte Fläche: 910.892 Rai (569 km²), 33,6 % der Gesamtfläche
- Nicht klassifizierte Fläche: 905.249 Rai (566 km²), 33,4 % der Gesamtfläche

Die Provinz Mukdahan hat insgesamt 159 Feuchtgebiete mit einer Fläche von 11,5 km², die mehr oder weniger intensiv für die Landwirtschaft genutzt werden.

## Kultur und Sehenswürdigkeiten

### Sehenswürdigkeiten
- Wat Si Mongkhon Tai – eine buddhistische Tempelanlage (Wat) in einem eigentümlichen Mischstil (thai-vietnamesisch-chinesisch)
- Nationalpark Phu Pha Yon (Thai: อุทยานแห่งชาติภูผายล) – im Nordwesten der Provinz gelegen
- Nationalpark Phu Pha Toeb (Thai: อุทยานแห่งชาติภูผาเทิบ)
- Nationalpark Phu Sa Dok Bua (Thai: อุทยานแห่งชาติภูสระดอกบัว)

## Symbole
Das Siegel der Provinz Mukdahan zeigt den Palast Prasat Song Nang Sathit. Innerhalb des Palasts ist ein Opal abgebildet, der in einer Schale liegt.
Die lokale Blume und der lokale Baum ist Ochna integerrima.
Der Wahlspruch der Provinz Mukdahan lautet:
„Die Stadt am Mekong und am Lam Phaya,
Den schönen Berg Manorom können alle sehen,
Phu Pha Thoep ist der Name eines steilen Felsens,
Der See Kabao ist bezaubernd und hübsch,
Das Land der süßen Tamarinde,
Die sehr wertvolle uralte Trommel,
Acht verschiedene Kulturen arbeiten hier zusammen.“

## Verwaltungseinheiten

### Provinzverwaltung
Die Provinz ist unterteilt in sieben Landkreise (Amphoe). Diese Landkreise sind weiter unterteilt in 53 Gemeinden (Tambon) und 493 Dörfer (Muban).
| \| Amphoe (Landkreise) \| Thai \| \| ---------------------- \| ------------------ \| \| Amphoe Mueang Mukdahan \| (อำเภอเมืองมุกดาหาร) \| \| Amphoe Nikhom Kham Soi \| (อำเภอนิคมคำสร้อย) \| \| Amphoe Don Tan \| (อำเภอดอนตาล) \| \| Amphoe Dong Luang \| (อำเภอดงหลวง) \| \| Amphoe Khamcha-i \| (อำเภอคำชะอี) \| \| Amphoe Wan Yai \| (อำเภอหว้านใหญ่) \| \| Amphoe Nong Sung \| (อำเภอหนองสูง) \| |                    |
| Amphoe (Landkreise) | Thai               |
| Amphoe Mueang Mukdahan | (อำเภอเมืองมุกดาหาร) |
| Amphoe Nikhom Kham Soi | (อำเภอนิคมคำสร้อย)   |
| Amphoe Don Tan | (อำเภอดอนตาล)      |
| Amphoe Dong Luang | (อำเภอดงหลวง)      |
| Amphoe Khamcha-i | (อำเภอคำชะอี)       |
| Amphoe Wan Yai | (อำเภอหว้านใหญ่)     |
| Amphoe Nong Sung | (อำเภอหนองสูง)      |

### Lokalverwaltung
Für das ganze Gebiet der Provinz besteht eine Provinz-Verwaltungsorganisation (องค์การบริหารส่วนจังหวัด, kurz อบจ., Ongkan Borihan suan Changwat; englisch Provincial Administrative Organization, PAO).
In der Provinz gibt es eine Thesaban Mueang (เทศบาลเมือง – „Stadt“): Mukdahan (เทศบาลเมืองมุกดาหาร).
Daneben gibt es sieben Thesaban Tambon (เทศบาลตำบล – „Kleinstädte“).